# Alfredo Bambi
Alfredo Bambi (Roma, 27 dicembre 1878 – Roma, 12 novembre 1957) è stato un attore teatrale e drammaturgo italiano.
Artista di varietà: comico e macchiettista, malizioso battutista, cantante, fu il popolare interprete dei testi drammatici di Americo Giuliani e fu tra i primi, assieme a Gastone Monaldi ed Ettore Petrolini, a girare l'Italia in tournée con testi dialettali romaneschi.

## Biografia
Di estrazione popolare, prima d'intraprendere la carriera teatrale, esercitò i più vari mestieri: stuccatore, fabbro ferraio,  barbiere ed altri ancora. Si avvicinò all'arte drammatica per via di un suo amore giovanile, Altomira Trucchi, prima donna della compagnia di operetta (allora dette "vaudevilles") romanesca di Oreste Raffaelli. Entrò così anch'egli, giovanissimo, e senza paga, nella compagnia.
Il suo sogno d'amore non fu coronato da successo, ma ormai il ghiaccio era rotto e Bambi cominciò a dedicarsi al varietà, che aveva scelto per via della sua ammirazione per Nicola Maldacea. Agli inizi guadagnava soltanto una lira al giorno, appena sufficiente per sfamarsi con un caffè e latte e un panino. Presto però fu ingaggiato da Corrado Bianchi, spalla del Pulcinella Gambardella; compagnia dove si guadagnò la sua prima serata d'onore, dovuta alla sua abilità nella truccatura e al maturare del suo ingegno che andava affinandosi nell'impersonare i personaggi più svariati.
Ma il salto di qualità avvenne grazie al fiuto di Giuseppe Jovinelli, che lo scritturò per la stagione 1910.

## Pubblicazioni
- Povero padre. La vendetta del marinaio. Repertorio del noto artista Alfredo Bambi, Napoli, E. Gennarelli & C., 1922.
- Amore di delinquente. Il bastardo. Monologhi drammatici in versi, Napoli, E. Gennarelli e C., 1922.
- Delitto umano. E morta mamma. Povero padre. Gli ultimi successi di Alfredo Bambi, Roma, tip. Rinaldini, 1931.